# Bernard Devauchelle
Bernard Devauchelle es un médico y cirujano francés especializado en cirugía oral y maxilofacial. Conocido internacionalmente por realizar junto con el profesor Jean-Michel Dubernard el primer trasplante de cara con éxito el 27 de noviembre de 2005 en el Hospital Universitario de Amiens. La paciente Isabelle Dinoire -que contaba con 38 años en el momento de la operación- había perdido el mentón, los labios y una parte de la nariz desgarrados y seccionados por su perro.

## Trayectoria
Se licenció en Medicina y Cirugía Maxilofacial y Estomatología por la Universidad de Amiens, Francia y se especializó en cirugía reconstructiva, plástica y estética (Francia).
Tiene diversas publicaciones nacionales (francesas) e internacionales en revistas acreditadas, muchas de ellas acerca de la metodología de los trasplantes de cara.